# Ilie Năstase
Ilie Năstase, född 19 juli 1946 i Bukarest, är en rumänsk högerhänt, tidigare professionell tennisspelare. Năstases mest framgångsrika år var 1973, då han rankades som nummer 1 i världen. Under sin proffskarriär vann han 58 singel- och (minst) 45 dubbeltitlar. Ilie Năstase upptogs 1991 i International Tennis Hall of Fame.

## Tenniskarriären
Ilie Năstase vann sitt första juniormästerskap i tennis 1962 och deltog i sin första internationella tennisturnering 1966. I maj 1970 vann han grusturneringen Italienska öppna mästerskapen i Rom genom finalseger över tjecken Jan Kodeš. 1972 vann han amerikanska mästerskapen (US Open) och 1973 Franska öppna mästerskapen. I US Open finalbesegrade han den amerikanske spelaren Arthur Ashe över fem set (3-6, 6-3, 6-7, 6-4, 6-3) och i Franska öppna den jugoslaviske spelaren Nicola Pilić (6-3, 6-3, 6-0). 
Năstase lyckades inte vinna herrsingeltiteln i Wimbledonmästerskapen; han nådde två finaler (1972 och 1976) men förlorade båda. I finalen 1972 besegrades Năstase av amerikanen Stan Smith, och i 1976 års final besegrades han av Björn Borg. Denne vann därmed den första av sina fem singeltitlar i den turneringen. 
Som dubbelspelare vann Năstase fem Grand Slam-titlar, däribland två i mixed dubbel i Wimbledon (1970 och 1972), båda gångerna tillsammans med den amerikanska tennisspelaren Rosie Casals. Han vann herrdubbeln i Wimbledon 1973 tillsammans med Jimmy Connors.
Năstase var också en framgångsrik Davis Cup-spelare. Tillsammans med Ion Țiriac förde han 1969 det rumänska laget ända till final mot USA. Năstase är den spelare som spelat näst flest matcher (146, varav 106 vinster) i DC-sammanhang. Endast den italienska spelaren Nicola Pietrangeli har spelat fler.

## Spelaren och personen
Năstases spel var redan tidigt i karriären i det närmaste fulländat och utan egentliga tekniska svagheter. När han spelade som bäst, 1973, var han i det närmaste oslagbar, i synnerhet på långsamma underlag.
Hans grundslag var hårda och välplacerade och väl framme vid nätet slog han ofta resoluta, otagbara volleyslag. Serve och passerslag var av högsta klass. Năstase har kallats "tennisartist". Han hade emellertid en svaghet i det att han inte sällan uppvisade ett obalanserat och nervöst beteende på banan. Detta var till nackdel för hans egen koncentration, särskilt som han då och då råkade i gräl med exempelvis linjedomare eller publiken. I sådana situationer kunde han förlora flera game i rad. Under hela sin aktiva karriär var Năstase känd just för sitt häftiga humör och det som uppfattades som divafasoner. Detta gjorde att han flera gånger blev bötfälld och avstängd för dåligt uppförande. I pressen blev han ibland kallad "Nasty Năstase" (nasty är engelska för otrevlig). Han har självironiskt sagt; "jag är nog litet tokig, men jag försöker vara snäll". Sannolikt hindrade hans ofta okontrollerade humör honom från att nå ännu större framgångar som tennisspelare. 
Năstase var, trots sina humörsvängningar på banan, uppskattad av tennispubliken, han ansågs underhållande och kunde roa med gester och mimik. Många minns när han med en uppgiven min lånade en bollhåv av en av bollpojkarna då han skulle ta mot en serve från Björn Borg i kungliga tennishallen under Stockholm Open.
Den 12 februari 2008 avgick han efter åtta år som ordförande för Rumäniens tennisförbund.

## Grand Slam-finaler, singel (5)

### Titlar (2)
| År   | Mästerskap    | Finalmotståndare | Setsiffror              |
| 1972 | US Open       | Arthur Ashe      | 3-6, 6-3, 6-7, 6-4, 6-3 |
| 1973 | Franska öppna | Nikola Pilić     | 6-3, 6-3, 6-0           |

### Finalförluster (3)
| År   | Mästerskap                  | Finalmotståndare | Setsiffror              |
| 1971 | Franska öppna               | Jan Kodeš        | 8-6, 6-2, 2-6, 7-5      |
| 1972 | Wimbledonmästerskapen       | Stan Smith       | 4-6, 6-3, 6-3, 4-6, 7-5 |
| 1976 | Wimbledonmästerskapen (2nd) | Björn Borg       | 6-4, 6-2, 9-7           |

## Övriga Grand Slam-titlar
- Franska öppna
  - Dubbel - 1970
- Wimbledonmästerskapen
  - Dubbel - 1973
  - Mixed dubbel - 1970, 1972
- US Open
  - Dubbel - 1975